# Szőnyi Virág Mihály
Szőnyi Virág Mihály (Ószőny, 1703. december 4. – Kunszentmiklós, 1790. május 1.) református lelkész, a Dunamelléki Református Egyházkerület püspöke 1757-től haláláig.

## Élete
Ószőnyben kezdett tanulni, de már 1718 elejétől Tatán volt s itt el is érte a felsőbb osztályokat, melyeket aztán 1721. szeptember 10-től Debrecenben folytatott. Itt 1728-tól 1732-ig köztanitói, azután contrascribai, végül 1733 március-júniusában seniori hivatalt töltött be. Ekkor külföldre menvén, majdnem egy évig a zürichi egyetemen gyarapította ismereteit s ott fel is szenteltette magát. Miután Utrechtben is időzött még néhány hónapig, visszatért hazájába, hol 1735 tavaszától Kunszentmiklóson lelkészkedett. A solti egyházmegye 1755-ben esperessé, a dunamelléki egyházkerület 1756-ban főjegyzővé, 1757-ben püspökké választotta. Lelkészi állásáról 1785-ben nyugalomba vonult. Apósa volt Göböl Gáspárnak.

## Műve
- De cultu religioso… (Zürich, 1734.)